# Genua (żagiel)

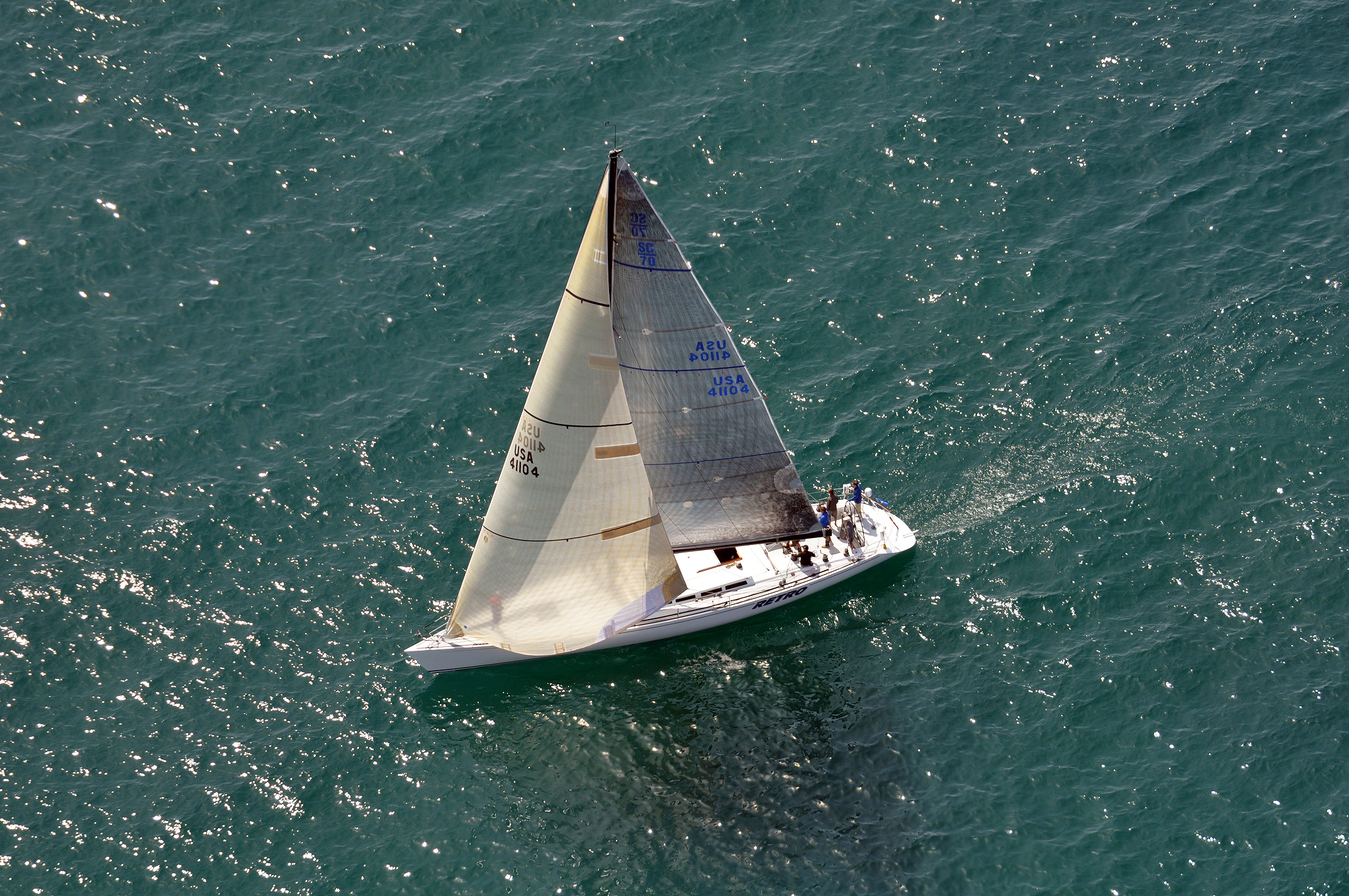
Jacht niosący genuę wyraźnie kryjącą grota

Porównanie foka (po lewej) i 110% genui (po prawej)

Genua (dawniej fok genueński) – żagiel należący do sztaksli przednich. Zamiennik foka o zwiększonej powierzchni przeznaczony do żeglugi kursami ostrymi. To żagiel forsztagu noszony na jednostkach jedno- i dwumasztowych (np.: polski jacht Opal). W odróżnieniu od foka, lik wolny genui znajduje się między trawersem masztu a rufą (inaczej: genua kryje grota).
Kryterium to nie jest jednoznaczne i czasem żagle przednie zachodzące na grota w niewielkim stopniu są nadal nazywane fokami. Obok nazwy bardzo często występuje liczba w procentach (np. genua 125%) oznaczająca stopień krycia grota. Dwie ostatnie cyfry wskazują w jakim stopniu genua zachodzi na grot.
Rodzaje konstrukcyjne genui:
- ghoster – bardzo lekka wersja genui przeznaczona do żeglugi w bardzo słabych warunkach wiatrowych
- dryfter – lekka wersja genui stosowana w warunkach wiatrowych do 2° w skali Beauforta
- reacher – genua z uniesionym nad pokład rogiem halsowym stosowana do żeglugi kursami pełnymi (60-120° względem wiatru) i przy sile wiatru do 6° B
- staysail – genua przeznaczona do żeglugi przy silnych wiatrach i charakteryzująca się niskim stopniem krycia grota.